# Barranc de la Pasquala
El barranc de la Pasquala és un afluent per la dreta del Francolí.
Es forma a uns 870 m d'altitud, a les muntanyes de Prades i al terme municipal de Montblanc (Conca de Barberà). Es dirigeix a l'est, passa a prop del Mas de la Pasquala, que li dona el nom, travessa el GR 171 i els afores de Montblanc, entre els barris de Sant Maties i Horta de Vinyols, i finalment desemboca al Francolí a uns 305 m d'altitud, després d'un recorregut d'uns 5,5 km.
Part de l'aigua de Montblanc prové del barranc de la Pasquala.